# Burg Untermettingen
Die Burg Untermettingen auch Schloss Untermettingen genannt, steht im Steinatal in Untermettingen, einem Ortsteil von Ühlingen-Birkendorf im Landkreis Waldshut.

## Lage
Die Höhenburg thront auf einem vorspringenden Felssporn etwa 20 Meter über der Steina in der Ortsmitte von Untermettingen. An dem wichtigen Steinaübergang soll schon in römischer Zeit eine Straße bestanden haben. Diese verlief über Bechtersbohl nach Schwerzen über Horheim nach Bettmaringen, Wellendingen nach Bonndorf.

## Geschichte
Nach einer Schenkungsurkunde von 855 übergab ein Priester Meginhard seine Güter zu Mettingen an das Kloster Rheinau. Wolf von Mettingen übereignete 875 ebenfalls seinen Besitz an das Kloster. 1279 werden die Brüder Rudolf und Johann von Mettingen als Schlossherren genannt. 1349 wird der St. Georgsritter Friedrich von Ofteringen erwähnt. Im Jahr 1427 wurde Heinrich von Erzingen als Patronatsherr genannt, er verwaltete Pfandgüter der Fürsten von Fürstenberg und wohnte 1437 im Schloss. Er erwarb für sechs Gulden jährlich 1462 das Schloss und die Dörfer Obermettingen und Untermettingen sowie Obereggingen samt Leuten und Gütern und erwarb damit auch das Burgrecht zu Schaffhausen. 1599 wohnte hier der Obervogt der Sulzer Herrschaft Mettingen, Johann Jakob von Beck. Im Kaufbrief vom 1. Februar 1610 verkauft Karl Ludwig zu Sulz seine Herrschaft Mettingen an seinen „lieben Schwager und Bruder“ Maximilian von Pappenheim, Graf der Landgrafschaft Stühlingen. 1724 erfolgte ein Umbau zu einem landwirtschaftlichen Anwesen. Um 1900 wurde der Hof an einen Landwirt verkauft, dessen Vorfahren in forstlichen Diensten des Fürstenhauses waren.

## Neuzeit
Um 1983 wurde die Burg umfassend renoviert und befindet sich heute in Privatbesitz.